# Place Mongi-Bali (Tunis)
La place Mongi-Bali (arabe : ساحة المنجي بالي) est une place de Tunis, capitale de la Tunisie.

## Situation et accès
Elle est située entre la rue Jamel-Abdennasser à l'ouest et la rue de Belgique et l'avenue de la Gare à l'est.
Elle est contiguë à la place de Barcelone et à la gare de Tunis.
Elle est desservie par la station de métro Place Barcelone.

## Origine du nom
La place porte de le nom de Mongi Bali (1925-1948), fondateur du mouvement des Scouts tunisiens.
Elle portait auparavant le nom de l'homme politique français Pierre Semard.

## Bâtiments remarquables et lieux de mémoire
- Buste de Mongi-Bali, placé au centre de la place depuis 1962 ;
- Ancienne ambassade d'Italie ;
- Immeuble à l'angle nord-ouest de la place, de style post-haussmannien.

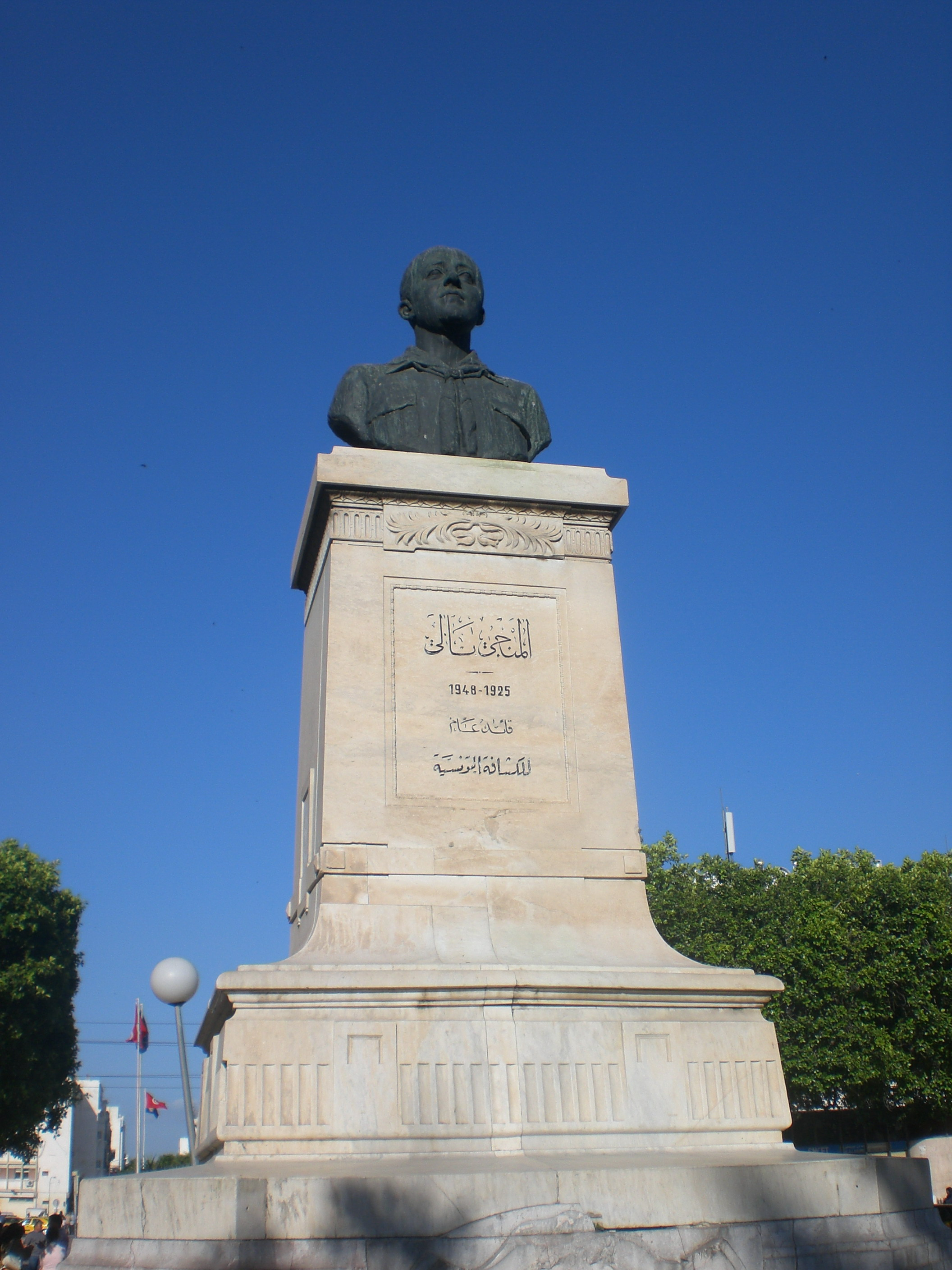
Statue de Mongi-Bali.
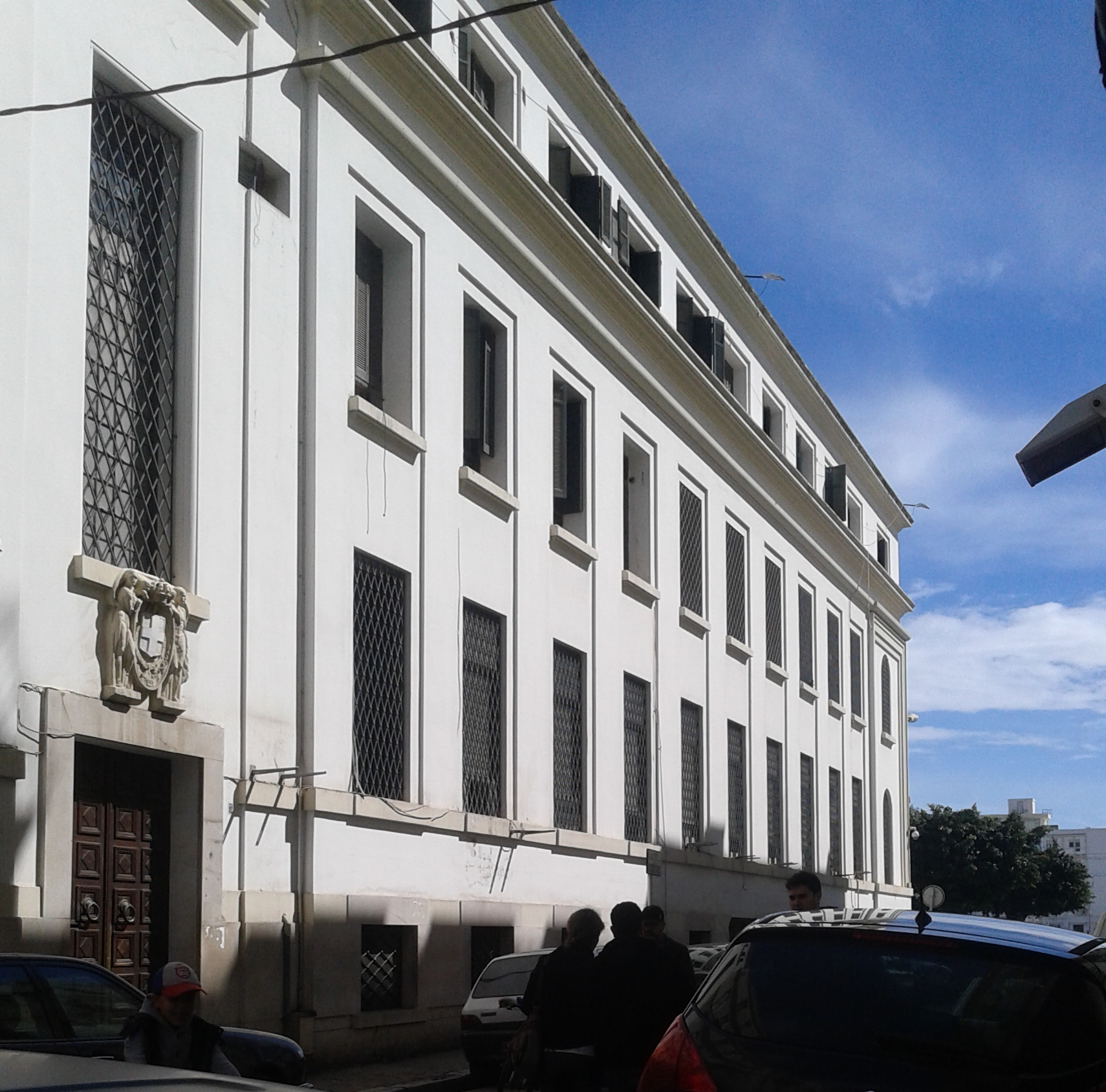
Ancienne ambassade d'Italie.
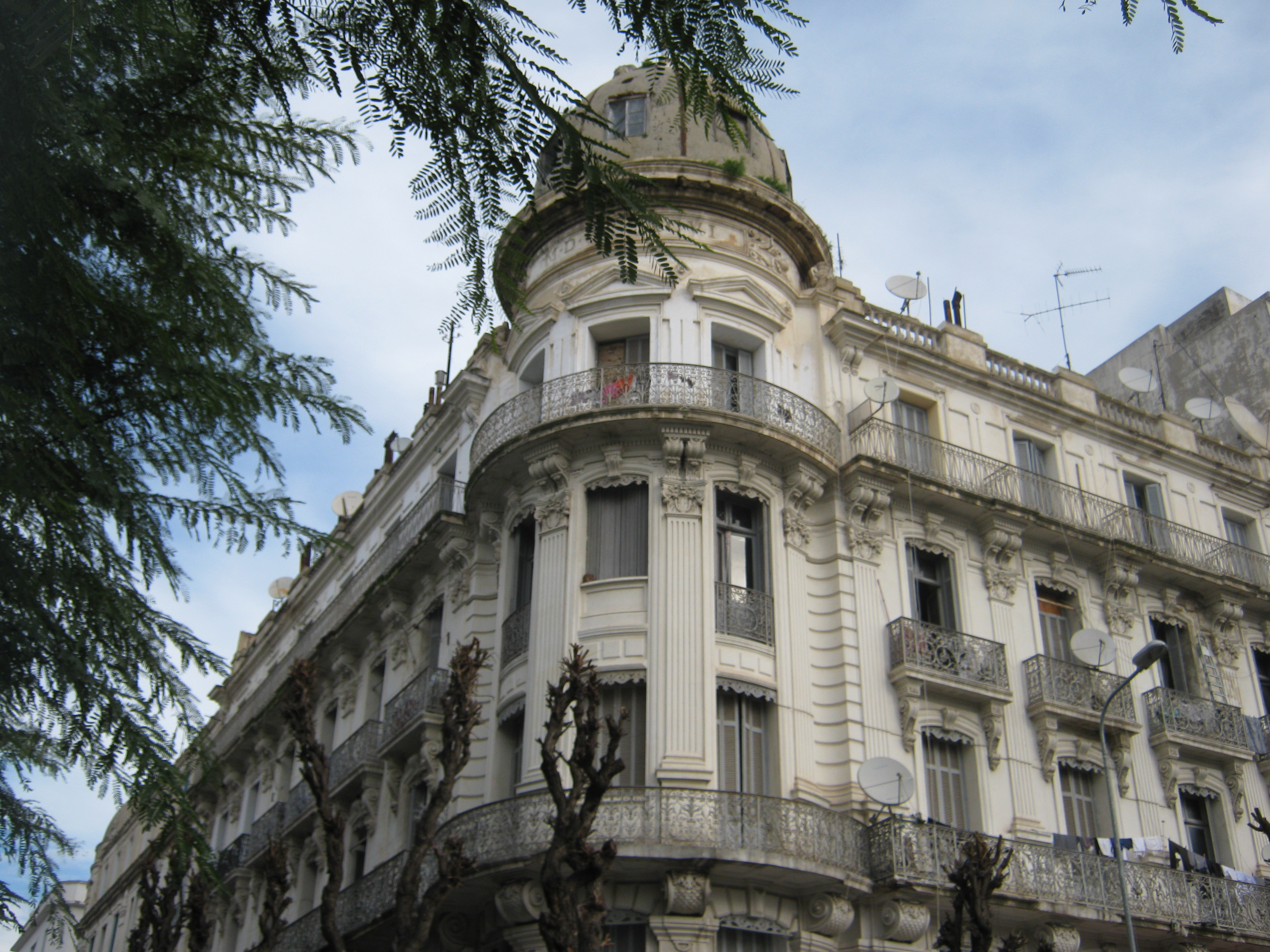
Immeuble.

## Bâtiments détruits
- Monument dédié au géologue Philippe Thomas, inauguré en 1914 et retiré après l'indépendance en 1956[1].

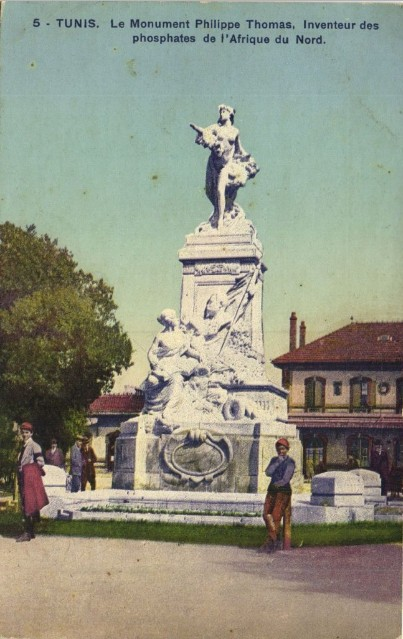
Monument de Philippe Thomas.